# Rok Kapłański
Rok Kapłański – w Kościele katolickim okres ustanowiony od 19 czerwca 2009 do 11 czerwca 2010 z okazji 150. rocznicy śmierci św. Jana Marii Vianneya. Ogłoszony został przez papieża Benedykta XVI 16 marca 2008.
Tematem Roku Kapłańskiego jest „Wierność Chrystusa, wierność kapłana”.
11 czerwca 2010 w czasie uroczystej Mszy świętej na Placu św. Piotra w Rzymie Benedykt XVI zamknął obchody Roku Kapłańskiego.